# جائزة المكسيك الكبرى
جائزة المكسيك الكبرى ( (بالإسبانية: Gran Premio de México)‏ ) هو سباق سيارات مرخص من قبل FIA أقيم في أوتودومو هيرمانوس رودريغيز في مكسيكو سيتي . ظهر لأول مرة كحدث غير بطولة في عام 1962 قبل عقده كحدث بطولة في 1963-1970 و1986-1992. عاد سباق الجائزة الكبرى في عام 2015 إلى حلبة مكسيكو سيتي.